# IO (videogioco)
IO è un videogioco sparatutto a scorrimento spaziale, pubblicato nel 1988 per Commodore 64 dalla Firebird.
È conosciuto anche come Into Oblivion, ma questo titolo appare soltanto sulla confezione di una riedizione economica del 1992 della Prism Leisure; originariamente non viene dato un significato alla sigla IO. Non va confuso con un altro Into Oblivion del 1986, non correlato.
IO ottenne diversi buoni giudizi dalle riviste dell'epoca, soprattutto dal punto di vista grafico, pur riconoscendone la poca originalità e la somiglianza con altri titoli noti come R-Type.

## Modalità di gioco
Il giocatore controlla una navicella attraverso quattro livelli a scorrimento orizzontale continuo verso destra. L'ambiente ha pavimento e soffitto con sporgenze varie che fanno da ostacoli. Lo sfondo è sempre lo spazio stellato, mentre le strutture sopra e sotto cambiano aspetto a seconda del livello:
1. una base futuristica; in alcuni punti ci sono monorotaie sulle quali scorrono nemici di terra.
2. una giungla aliena, con diversi nemici di natura organica.
3. un deserto roccioso rossiccio.
4. un intrico di materiale fibroso blu di natura organica.

Si incontrano vari tipi di nemici sotto forma di navicelle o di torrette fissate sui bordi, e ogni tanto di bruchi giganti fluttuanti. Ogni livello ha un diverso boss finale enorme, da affrontare a scorrimento fermo.
Ogni colpo o scontro subìto dal giocatore causa la perdita immediata di una vita.
I power-up di base sono delle smart bomb che distruggono tutti i nemici visibili appena raccolte, ma si possono modificare in potenziamenti alle armi sparandogli prima. Il tipo di arma non cambia ed è sempre a proiettili illimitati sparati in orizzontale; i primi potenziamenti raccolti aumentano il rateo di fuoco, i successivi aggiungono fino a due sfere protettive che fluttuano vicine alla navicella e, oltre a sparare anch'esse, si sacrificano al posto della navicella. In caso di perdita di una vita si perdono anche tutti i potenziamenti.